# América FC (Acre)
América FC was een Braziliaanse voetbalclub uit Rio Branco in de staat Acre. De club stond ook wel bekend als América Acreano om zich te onderscheiden van andere clubs die América FC heetten.

## Geschiedenis
De club werd opgericht in 1919. In 1948 en 1949 werd de club staatskampioen. De club speelde nog tot 1951 in de hoogste klasse en trok zich dan terug uit de competitie. In 1960 werd de club ontbonden.

## Erelijst
Campeonato Acreano
1948, 1949